# Kremenčuk
Kremenčuk (ukrajinsko Кременчук, rusko Кременчуг) je mesto v osrednjem delu Ukrajine ob reki Dneper. Je pomembno industrijsko središče v Ukrajini. Po podatkih iz leta 2015 ima 225.216 prebivalcev.